# 木下郁

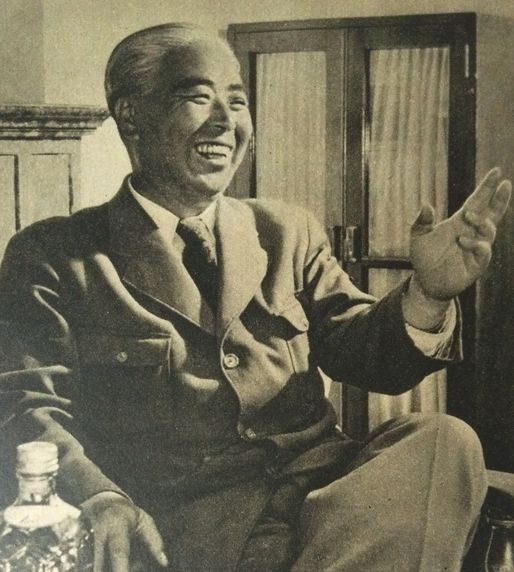
1955年

木下 郁（きのした かおる、1894年3月13日 - 1980年6月19日）は、日本の政治家。元衆議院議員（1942年 - 1945年、1952年 - 1955年）、元大分市長（官選）（1945年 - 1947年）、元大分県知事（1955年 - 1971年）。大分県知事としては、官選も含めると第41 - 44代、公選のみでは第3 - 6代にあたる。

## 略歴
大分県宇佐郡安心院村（現宇佐市）出身。旧制宇佐中学校（現宇佐高校）、旧制第五高等学校を経て、1918年に東京帝国大学法科を卒業。三井物産、兵役、英語教師（旧制大分中学校（現大分上野丘高校））、イギリス・ドイツ留学を経て、1926年に弁護士となる。
太平洋戦争下の1942年に行われた第21回衆議院議員総選挙（いわゆる翼賛選挙）において、翼賛政治体制協議会の推薦を受け当選。終戦後の1945年10月には衆議院議員のまま大分市長となり、さらに日本社会党に入党。しかし、翼賛議員であったため公職追放を受ける。追放解除後は、2度にわたり衆議院議員に当選した。
1955年4月には、革新統一候補として知事選挙に立候補し、官選時代からの現職である保守系の細田徳寿らを破って初当選。以後、1971年まで4期16年にわたって県知事を務めた。大分県で初めての革新知事であったが高度経済成長に合わせた産業政策を採り、大分臨海工業地帯の造成によって大分県の産業構造の工業化が飛躍的に進んだ。また、大分県立芸術短期大学（現大分県立芸術文化短期大学）の開学、九州横断道路の着工、大分県立図書館の建設、第21回国民体育大会の開催、新大分空港の着工等を行った。

## 親族
- 祖父の木下雄吉は帆足万里の高弟[1]
- 父の木下淳太郎は東京大学予備門在学中に胸を病み、明治法律学校を経て帰郷し、安心院村長、大分県議会議長などを歴任した[1]。
- 『美味求真』でも知られる元衆議院議員、元関東長官の木下謙次郎は叔父。
- 衆議院議員木下哲は弟[2]、その長男（甥）は元大分市長、元衆議院議員の木下敬之助。
- いとこに佐野学、殖田俊吉がいる[1]。